# 蒙特雷 (卡薩納雷省)
蒙特雷是哥倫比亞的城鎮，位於該國東部，由卡薩納雷省負責管轄，距離首府約帕爾105公里，始建於1953年，面積759平方公里，海拔高度481米，2005年人口11,421。

## 外部連結
- （西班牙文） Monterrey official website

4°52′42″N 72°53′50″W / 4.87833°N 72.8972°W